# La Traite des Blanches (film, 1911)
Pour les articles homonymes, voir La Traite des Blanches.
Pour plus de détails, voir Fiche technique et Distribution.
La Traite des Blanches (2e série)  (Den hvide slavehandels sidste offer) est un film danois muet réalisé par August Blom, sorti en 1911.

## Synopsis
Edith von Felsen est une orpheline d'un bon milieu. Invitée un jour à Londres par sa tante, elle rencontre au cours de son voyage une dame qui manifestement commence à s’intéresser beaucoup à elle. Edith ne se doute pas que cette femme ne se contente de l’écouter et veut tout savoir sur sa situation, parce qu’elle appartient à un réseau britannique de marchand de filles. On raconte à Edith que sa tante ne peut pas la prendre à Londres, et c’est donc cette connaissance de voyage bien inquiétante qui avec quelques aides prend immédiatement la jeune fille sous son aile dès son arrivée sur le sol anglais.
Elles vont ensemble dans une maison qui se révèle être un bordel. Sans avoir le temps d'hésiter, Edith est obligée de se prostituer. Si elle refuse, on la brutalise et on l’enferme. Celui qui sauvera Edith est l’ingénieur Faith : il a rencontré la jeune Danoise lors de la traversée vers l’Angleterre et ils ont échangé leurs adresses. Quand il veut lui rendre visite, il ne la trouve pas à l’adresse indiquée et la tante d’Edith ne sait pas non plus où elle se trouve la fille. Faith mène alors ses propres recherches pour déterminer où elle se trouve. Avec l’aide de la police, il finit par retrouver ces marchands de filles et peut tirer Edith de leurs griffes. Tous deux tombés amoureux décident de se marier.

## Fiche technique
- Titre : Den hvide slavehandels sidste offer
- Titre français : La Traite des Blanches (2e série)[1]
- Titres internationaux : In the Hands of Impostors, The Last Victim of the White Slave Trade
- Réalisation : August Blom
- Scénario : Peter Christensen
- Directeur de la photographie : Axel Graatkjær
- Pays de production :  Danemark
- Sociétés de production : Nordisk Film
- Longueur : 868 mètres, 47 minutes
- Format : Noir et blanc - 1,33:1 - Muet
- Date de sortie :
  - Danemark : 23 janvier 1911

## Distribution
- Clara Wieth
- Lauritz Olsen
- Thora Meincke
- Otto Lagoni
- Frederik Jacobsen
- Peter Nielsen
- Julie Henriksen
- Ingeborg Rasmussen
- Svend Bille
- Otto Detlefsen
- Maggi Zinn
- Carl Schenstrøm
- Sofus Wolder
- Aage Brandt ||
- Axel Boesen
- Doris Langkilde
- Ella la Cour
- Franz Skondrup